# Hércules III de Módena
Hércules III d'Este (em italiano:  Ercole Rinaldo d'Este, Módena, 22 de novembro de 1727 – Treviso, 14 de outubro de 1803) foi Duque de Módena e Régio de 1780 a 1796, pertencente à família Este que governava aquele ducado.

## Biografia
Nascido em Módena, era filho do duque Francisco III de Módena e de Carlota Aglaé de Orleães, filha de Filipe II, Duque d'Orleães e Regente de França. Era o quarto filho de seus pais, tendo uma irmã mais velha, Maria Teresa e dois irmãos mortos antes do seu nascimento.
Em 1741, Hércules casa contra a sua vontade com Maria Teresa Cybo-Malaspina, Duquesa Soberana de Massa e Princesa de Carrara: a intenção do seu pai era unir os territórios toscanos da sua nora com os Estados Este, devolvendo-lhes assim uma saída para o mar. Devido aos diferentes regimes de sucessão existentes nos dois feudos, porém, a unificação jurídica só pôde ocorrer quase noventa anos depois, em 1829.
Apreciado pelos seus súbditos, utilizava por vezes o dialeto de Módena nas conversas com os seus concidadãos. Deu continuidade às reformas iniciadas por seu pai, nomeadamente com a construção de infraestruturas diversas (comunicações viárias e academias de artes).
As Guerras Napoleônicas forçaram-no a refugiar-se em Veneza em 7 de maio de 1796, mas acabou por ser aí capturado por soldados franceses que lhe roubaram 200 000 zecchini do seu património. Após este episódio, mudou-se para Treviso, onde morreu em 1803. Pelos tratados de Campoformio (1797) e Lunéville (1801) fora-lhe atribuído o Ducado de Brisgóvia, do qual nunca chegou a tomar posse, que pretendia compensá-lo pela perda dos seus estados italianos.
A sua única filha legítima, Maria Beatriz d'Este casou com o arquiduque Fernando Carlos de Áustria-Este, quarto filho varão da imperatriz Maria Teresa da Áustria, que tinha sido oficialmente designado pelo duque Francisco III como herdeiro da família Este em caso de extinção da linhagem masculina.  Francisco IV, filho de Maria Beatriz, acabou por recuperar, na sequência do Congresso de Viena, os estados de seu avô Hércules III, reinando sobre o Ducado de Módena e Régio a partir de 1814.

## Descendência
1. Maria Beatriz Ricarda (Maria Beatrice Ricciarda) (1750-1829) casou com o arquiduque Fernando Carlos de Áustria-Este (Ferdinand Karl), com geração.
2. Reinaldo Francisco (Rinaldo Francesco) d'Este (1753), morto jovem.
3. Hércules Reinaldo (1770 - 16 de fevereiro de 1795), ilegítimo.

## Títulos, honras e armas

Brasão dos Este, usado pelos duques de Modena entre 1727 e a ocupação francesa.

- 22 de novembro de 1727 a 26 de outubro de 1737 - Sua Alteza Real Hércules d'Este
- 26 de outubro de 1737 a 22 de fevereiro de 1780 - Sua Alteza Real o Príncipe-herdeiro de Módena
- 22 de fevereiro de 1780 a 16 de outubro de 1796 -Sua Alteza Real o Duque de Módena
- 16 de outubro de 1796 a 17 outubro de 1797 - Duque Titular de Módena
- 17 de outubro de 1797 a 14 de outubro de 1803 - Sua Alteza Real o Duque de Brisgóvia

Enquanto Duque de Módena e Régio, Hércules III utilizou o tradicional brasão que os seus antecessores haviam usado desde 1727, de onde se destaca o escudete sobre o todo, de azur com uma águia de prata armada e coroada de ouro, armas originais dos Este.